# Maffeo Vegio
Maffeo Vegio, latinizado como Mapheus Vegius (Lodi, 1406/1407-Roma, 1458) fue un humanista y escritor italiano del siglo XV.

## Biografía
Maffeo Vegio era hijo de una familia noble de Lodi y recibió una educación esmerada estudiando derecho en la Universidad de Pavía y la de Cremona y más tarde retórica y dialéctica en la Universidad de Milán. Comenzó a escribir poemas en latín de muy joven y enseñó derecho y literatura en Pavía durante 10 años. 
El papa Eugenio IV lo nombró secretario de cartas latinas y a príncipes y datario apostólico en la cancillería pontificia. Se ordenó agustino y en 1443 lo nombró canónigo el papa Eugenio IV, cargo que conservó con Nicolás V y Calixto III. 
Tomó partido en los medios intelectuales cristiano del humanismo italiano de la primera mitad del siglo XV y tenía una gran devoción a Santa Mónica.
Se hizo particularmente famoso por haber escrito una continuación a la Eneida de Virgilio, que tituló Aeneidos supplementum / Suplemento a la Eneida o Aeneidos Liber XIII / Libro XIII de la Eneida, en 611 hexámetros latinos. Narra los funerales de Turno, el matrimonio de Eneas y Lavinia, la fundación de Lavinium, la muerte del rey Latino y luego la de Eneas y su divinización. Este texto fue particularmente apreciado e impreso por vez primera en 1471 después del texto de la Eneida, y fue regularmente incluido en ediciones de esta obra durante los siglos XV y XVI. Fue incluso objeto de comentarios por Josse Bade en 1501 y luego por Nicolaus Erythraeus (Niccolò Rossi) en 1538-1539. Y Gavin Douglas lo tradujo al escocés y en verso en 1513 como parte de su traducción íntegra de esta obra de Virgilio.

## Obra

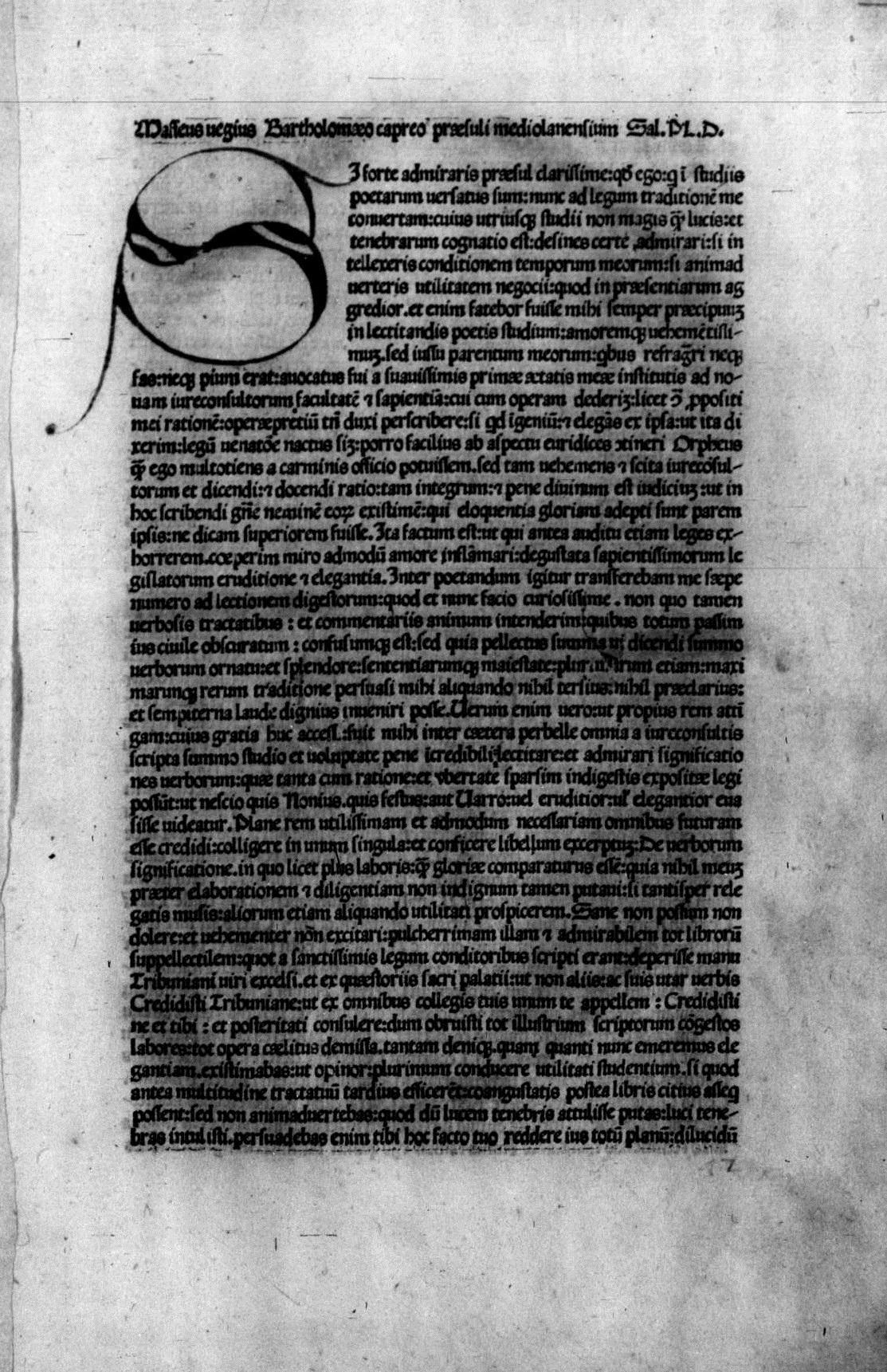
Vocabula ex iure civili excerpta, 1477

- De educatione liberorum et eorum claris moribus', 1491
- Continuación (un XIII.er libro) de la Eneida de Virgilio (obra que se consideraba inacabada), 1428.

Poemarios
- Poemata et epigrammata, 1422
- Rusticalia
- De morte Astyanactis, 1430
- Velleris aurei libri quattuor, 1431

Textos religiosos
- Antoniados sive de vita et laudibus sancti Antonii, en 1436-1437
- De perseverantia religionis
- De quattuor hominis novissimis, morte, judicio, inferno et paradiso meditationes
- Vita sancti Bernardi Senensis
- Sanctae Monicae translationis ordo. Item de sanctae Monicae vita et ejus officium proprium

Obras morales
- Disceptatio inter solem, terram, et aurum.
- Dialogus Veritatis et Philalethis.[1]
- Palinurus sive de felicitate et miseria, en 1445:[2] dialogue sur les misères de la vie humaine et la mort entre Charon, le passeur de l'Achéron, et Palinure qui arrive aux Enfers après sa noyade accidentelle.[3] Vegio s'inspire des Dialogues des morts de Lucien de Samosate.[4]

Textos históricos
- De rebus antiquis memorabilibus Basilicae sancti Petri Romae, 1455-1457.[5]

Textos jurídicos
- Vocabula ex iure civili excerpta (en latín). Vicenza: Filippo Albino. 1477.